# Гімн Словенії
Zdravljica (укр. Заздоровниця) — національний гімн Словенії. Написаний у 1844 році Франце Прешереном. 27 вересня 1989 року затверджений як офіційний гімн. Zdravljica належить до застільних пісень, і в ній ідеться про вільну Словенію та інші слов'янські народи.

## Історія написання
Після написання поема була заборонена цензорами Австрійської імперії. Після цього Прешерен вніс певні корективи в текст, щоб поема все-таки була видана, проте вона знову була заборонена цензурою. Після березневої революції поема була надрукована 26 квітня 1848 року в газеті «Kmetijske in rokodelske novice».
«Zdravljica» була затверджена в 1989 році як офіційний гімн Соціалістичної Республіки Словенія (ще до розпаду Соціалістичної Республіки Югославії). Після розпаду Югославії Словенія стала незалежною країною і відповідно поема Zdravljica стала офіційним гімном Словенії.

## Музика
Музику до гімну написав 1905 року композитор Станко Премрлу, і саме ця мелодія була затверджена як національний гімн 27 вересня 1989 року.

## Текст гімну
Živé naj vsi naródi,
ki hrepené dočakat' dan,
ko, koder sonce hodi,
prepir iz svéta bo pregnan,
ko rojak
prost bo vsak,
ne vrag, le sosed bo mejak!

## Переклад українською
Хай всі живуть народи,
Що прагнуть сонячного дня.
Ми діждемося згоди,
І щезнуть чвари та гризня,
Щоб дзвенів
Братній спів
З-поза кордонів-рубежів
.